# Ширванска равнина
Ширванската равнина или Ширванска степ (на азербайджански: Şirvan düzü; на руски: Ширванская равнина) е степна равнина в Азербайджан, в северната част на Куро-Аракската низина, разположена между река Кура на югозапад и юг и южните склонове на източната част на Голям Кавказ на североизток. Дължина от северозапад на югоизток 150 km, ширина до 70 km.
Ширванската степ представлява полупустинна равнина, на запад приповдигната до 100 m, а източната ѝ част е под морското равнище. Почвите са сивоземни и сивоземно-степни, на места засолени. Естествената растителност е полупустинна (пелин, солянка) и лиманно-ливадна. По цялото и протежение от северозапад на югоизток е изграден големия Горноширвански напоителен канал, който се захранва с вода от Мингечаурското водохранилище. От него надясно (в южна посока) се отделят множество вторични напоителни канали. Върху обширни напоявани земи се отглеждат памук и зърнени култури, а в подножието на Голям Кавказ – лозя. През зимата равнината се използва за естествени пасища. Ширванската равнина е гъсто заселена. В нея са разположени множество населени места, в т.ч. градовете Агдаш, Геокчай, Уджари, Ахсу, Кюрдамир и Зардоб.